# Manoir de Meilahti
Le Manoir de Meilahti (finnois : Meilahden kartano) est un bâtiment situé dans le quartier Meilahti d'Helsinki en Finlande. 

## Description
Le manoir situé au bord du golfe de Saunalahti. Son histoire débute au xve siècle. Le bâtiment principal actuel date du xixe siècle.
Le bâtiment appartient à la Ville d’Helsinki.